# П'єлагос
П'єлагос (ісп. Piélagos) — муніципалітет в Іспанії, у складі автономної спільноти Кантабрія. Населення — 20 081 осіб (2009).
Муніципалітет розташований на відстані близько 330 км на північ від Мадрида, 16 км на південний захід від Сантандера.
На території муніципалітету розташовані такі населені пункти: Арсе, Барсенілья, Боо-де-П'єлагос, Карандія, Льєнкрес, Мортера, Орунья, Парбайон, Кіхано, Ренедо-де-П'єлагос (адміністративний центр), Віоньйо-де-П'єлагос, Суріта.

## Демографія
Динаміка населення (INE ):

## Галерея зображень

Розташування муніципалітету